# Барышников, Евгений Витальевич
Евгений Витальевич Барышников (укр. Євген Віталійович Баришніков; род. 1 августа 1988, Днепропетровск) — украинский футболист, полузащитник. Выступал в юношеской и молодёжной сборных Украины.

## Клубная карьера
Воспитанник футбольной школы днепропетровского «Днепра» С 2005 года начал привлекаться к играм команды дублёров, которая выступает в первенстве дублёров.
В 2008 году находился в аренде в клубе «Нефтяник-Укрнефть» из Ахтырки, в составе которого 20 апреля 2008 года дебютировал в матчах Премьер-лиги, выйдя на замену в игре против киевского «Динамо». По результатам сезона 2007/2008 ахтырский клуб покинул высшую лигу и дальнейшие выступления игрока в его составе происходили в матчах первой лиги. Всего сыграл за «Нефтяник» 12 матчей и отметился одним забитым голом.
Вернувшись в Днепропетровск, продолжил играть за команду дублёров. Первую половину сезона 2011/12 играл на правах аренды в криворожском «Кривбассе», но и здесь играл исключительно в команде дублёров и в конце года вернулся в «Днепр». В 2012 году стал свободным агентом.
В 2017 году стал тренером в «Днепре-1».

## Выступления за сборную
В сентябре 2006 года провел две игры в составе юношеской сборной Украины.
За полтора года, в феврале 2008-го, был вызван в лагерь молодёжной сборной Украины, в составе которой также сыграл в двух матчах.